# 26 Sextantis
26 Sextantis är en orange jätte i Sextantens stjärnbild.
26 Sextantis har visuell magnitud +6,30 och nätt och jämnt synlig för blotta ögat vid mycket god seeing. Den befinner sig på ett avstånd av ungefär 820 ljusår.